# Eubranchus sanjuanensis
Eubranchus sanjuanensis is een slakkensoort uit de familie van de Eubranchidae. De wetenschappelijke naam van de soort is voor het eerst geldig gepubliceerd in 1972 door Roller.